# Live from Gdańsk (Koncert w Stoczni)
Live from Gdańsk (Koncert w Stoczni) è un album live di Jean-Michel Jarre pubblicato nel 2005 esclusivamente in Polonia.

## Il disco
L'album contiene alcuni brani selezionati fra quelli eseguiti da Jarre al concerto Space of Freedom di Danzica, creato per commemorare i 25 anni dell'associazione Solidarność.
Jarre ha suonato insieme all'Orchestra Baltico-Polacca e al Coro dell'Università di Danzica.
Diverso come stile dai precedenti album live di Jarre, nel disco è presente un'interpretazione in stile elettronico della canzone di protesta polacca Mury, scritta da Jacek Kaczmarski nel 1978 sulle note della canzone L'estaca di Lluís Llach.

### Copertina
Il disegno della copertina contiene un'immagine delle gru del cantiere navale in primo piano e una fotografia dei volti di alcuni lavoratori del cantiere navale. Sullo sfondo invece, compaiono alcune scritte tratte da una lista di rivendicanzioni del movimento Solidarność.

### Recensioni critiche
I fans si sono lamentati per la lunghezza del disco, che conteneva solo 9 dei 24 brani eseguiti al concerto. Nelle loro recensioni i giornali polacchi confermarono l'opinione dei fan: per esempio la rivista Teraz Rock dichiarò l'album "indubbiamente troppo corto".

## Tracce
Jean-Michel Jarre è molto noto per la pratica di cambiare nomi ai suoi brani quando li suona dal vivo. Sotto i brani sono segnati i titoli originali
1. Shipyard Overture - 4:59
  - Titolo originale: Industrial Revolution: Overture (dall'album Destination Docklands)
2. Oxygene 4 - 4:21
3. Mury - 5:49
4. Space of Freedom - 5:01
  - Titolo originale: March 23 (dall'album Sessions 2000)
5. Oxygene 8
6. Light My Sky
  - Titolo originale: Tout Est Bleu (dall'album Métamorphoses)
7. Tribute to John Paul II
  - Titolo originale: Akropolis (dal concerto Hymn For The Acropolis)
8. Rendez-Vous 4
9. Aerology Remix